# Miguel Vaz de Almada
Miguel Vaz de Almada, cujo nome completo era Miguel José Maria das Necessidades Filomeno João Pedro Paulo de Santana Vaz de Almada (Viana do Castelo, 27 de junho de 1860 — Lisboa, 11 de dezembro de 1916), foi o 16.º representante título de conde de Avranches em França e tinha direito ao de conde de Almada no Reino de Portugal, sendo ele o 4.º a sucedê-lo,  mas que nunca o oficializou por não concordar com o regime liberal e sua Carta Constitucional, devido às suas fortes convicções miguelistas, e mais tarde por ser contra o republicanismo. Ambas foram as tendências politicas que governaram Portugal, em sua vida, e as quais convictamente combateu.
Foi um dos chefes do Partido Legitimista, sendo em 1899 vogal na lugar-tenencia de D. Miguel II, estando ao seu lado em janeiro de 1908 quando SAR apresentou o seu programa em Londres, para o Reino de Portugal, e mais tarde um dos responsáveis pelo monárquico pacto de Dover, em 1912.
Era proprietários dos bens do Palácio dos Almadas do Rossio, do antigo Senhorio dos Lagares d’El-Rei e de Pombalinho assim como do Paço de Lanheses. Embora fosse registado como morador em Lisboa, era no último local onde vivia mais tempo e exercia agricultura e política.
Estava igualmente ligado à Real Associação da Agricultura e, como proprietário agrícola, praticava essa actividade com as mais modernas técnicas e modalidades de então. Assim como, complementarmente era acérrimo defensor do mutualismo para segurar os riscos inerente ao investimento dos agricultores, na produção dos seus agro-produtos, e também como melhor forma para aumentar a socialização, entre eles, conseguido através do apoio mútuo inerente. Nesse sentido, em 1907, instituiu e foi presidente da "Sociedade de Seguros Mútuos de Gado Bovino da Freguesia de Lanhezes". Era igualmente, depois de 1901, vice-presidente do Centro Nacional de Viana do Castelo com preocupações sociais nacionalistas e católicas, muito associadas às tais questões rurais nomeadamente as vitivinícolas. Fazia igualmente parte da direcção do Sindicato Agrícola de Viana do Castelo.
Como dinâmico empreendedor, chegou a levar os seus vinhos, da sua lavra, do Minho (vinho verde e vinho da Madeira (de onde a família de sua mulher era originária e tinha as propriedades dela), a concurso em exposições estrangeiras, onde obtinha muito sucesso, nomeadamente como aconteceu no Rio de Janeiro.
Em 27 de Novembro de 1908, subscreveu, como accionista fundador, a "União dos Viticultores de Portugal".
Quando em Maio de 1886 se procedeu à inauguração do Monumento aos Restauradores de 1640 foi convidado pela Comissão do Primeiro de Dezembro a comparecer e assim o fez, mas, sabendo que estaria na presença de Luís I de Portugal teve o cuidado de expôr publicamente que ele não era o seu rei e só o fazia por estar na qualidade de representante de D. Antão de Almada, de assim o homenagear e ao seu patriótico acto. Igualmente, em 1901 esteve presente na recepção a D. Miguel Maria Maximiliano de Bragança, pretendente ao trono português, filho primogénito de D. Miguel II, que visitava clandestinamente o Reino de Portugal, acompanhando-o do Porto a Viana do Castelo. Estado este de regresso à cidade douriense, no dia 3 de Fevereiro, ainda participa numa reunião de seus partidários em casa de José Pestana, na Rua do Almada.
Igualmente o vemos, juntamente com os restantes legitimistas, a participar no processo de constituição do Partido Nacionalista e é disso evidente em 3 de Abril de 1906, ao presenciar em conjunto o descerrar de um retrato do falecido chefe deles, António Maria da Luz de Carvalho Daun e Lorena, Conde da Redinha.
Pertenceu a várias confrarias ou irmandades, nomeadamente à de São Miguel Arcanjo do Real Mosteiro de Nossa Senhora da Encarnação; a Irmandade da Nossa Senhora da Pérsia na sua capela da Igreja de Nossa Senhora da Graça; a Real Irmandade do Santíssimo Sacramento, da qual foi juiz, e Irmandade de Santo André e das Almas ambas da freguesia dos Anjos e todas em Lisboa; assim como da Irmandade do Senhor do Cruzeiro em Lanheses; entre outros.

## Dados genealógicos
D. Miguel Vaz de Almada, nasceu em Viana do Castelo a 27 de Junho de 1860, faleceu no Paço de Lanheses às 22h do dia 11 de Dezembro de 1916 e deixou testamento para ser enterrado no Cemitério Oriental de Lisboa, no Alto de São João, e que assim aconteceu.
Filho de:
- D. Lourenço José Maria Boaventura de Almada Cirne Peixoto (1801—1834), 3.º conde Almada, , 15.º representante de conde de Avranches em França  e Abranches em Portugal, 6.º mestre-sala, senhor do Vila Nova de Lanheses, dos Lagares de El-Rei, e de Pombalinho, e de
- D. Maria Rita Machado de Castelo-Branco Mendonça e Vasconcelos, filha de D. José Maria Rita de Castelo Branco, 1º conde da Figueira e de D. Maria Amália Machado Eça Castro e Vasconcelos Magalhães Orosco e Ribera.

Casado, em 27 de Junho de 1883, na Paróquia de São Pedro do Funchal, na Ilha da Madeira, com:
- D. Leocádia Silvana de Sant' Ana e Vasconcelos Moniz de Bettencourt, (Funchal, 12 de junho ou 12 de dezembro de 1855 no Funchal — 17 de dezembro de 1925),[22] sem geração.[23]

Filha de João de Sant' Ana e Vasconcelos Moniz de Bettencourt, nascido em 1806 no Funchal, e de D. Silvana Cândida de Freitas Branco Moniz e Bettencourt, filha de Silvano de Freitas Branco, do Conselho de S. M. F.